# Køkken
 Denne artikel omhandler rummet køkken. Opslagsordet har også en anden betydning, se Kogekunst.
Et køkken er et rum, som er beregnet til madlavning og forberedelse af fødevarer. Der er som regel også daglige spisepladser. 
Hvis der ikke er nogen væg mellem køkken og stue, kaldes det kombinerede rum for et køkken-alrum. 
Et køkken indeholder typisk et køkkenbord, køkkenskabe, køkkenskuffer, køkkenvask med vandhane, skærebræt, køleskab, fryser, komfur og ovn. Og i nyere tid en opvaskemaskine, mikrobølgeovn og/eller en airfryer.
Et køkken vil ofte være fyldt med forråd, køkkenredskaber, køkkenudstyr og andre hjælpemidler, der kan lette den daglige madlavning.

## Køkkenaffald
Køkkenaffald er rester fra tilberedning og madaffald, incl madrester som ikke er blevet spist. Typisk bortskaffes køkkenaffald i poser via renovation.
Andre steder komposteres køkkenaffaldet med haveaffald, men køkkenaffaldet må ikke indeholde kød og brød, da det tiltrækker skadedyr (fx rotter).

### Historisk
I stenalderen blev madaffaldet smidt i en køkkenmødding.
I århundreder eller årtusinder har køkkenaffald bidraget til byhøje globalt, især i mellemøsten, men også i Danmark.